# Aleksiej Poskonow
Aleksiej Andriejewicz Poskonow (ros. Алексей Андреевич Посконов, ur. 5 marca 1904 w Ufie, zm. 13 marca 1969 w Moskwie) – radziecki polityk, przewodniczący Zarządu Banku Państwowego ZSRR (1963-1969).

## Życiorys
W latach 1919–1923 służył w Armii Czerwonej, 1923-1930 pracował jako agent podatkowy, zastępca kierownika i kierownik rejonowego oddziału finansowego i szef wydziału Ludowego Komisariatu Finansów Baszkirskiej ASRR. Jednocześnie 1925-1926 był słuchaczem centralnych kursów finansowych w Leningradzie. Od 1928 należał do WKP(b), 1930-1934 studiował w Leningradzkim Instytucie Finansowo-Ekonomicznym, 1934-1939 kierował miejskim oddziałem finansowym w Ufie, a 1939-1940 obwodowym oddziałem finansowym w Kalininie (Twerze), 1940-1941 był zastępcą ludowego komisarza, a od marca 1941 do lipca 1945 ludowym komisarzem finansów RFSRR. Od lipca 1945 do marca 1946 był I zastępcą ludowego komisarza finansów ZSRR, od lipca 1945 do maja 1960 zastępcą ludowego komisarza/ministra finansów ZSRR, od maja 1960 do sierpnia 1963 ponownie I zastępcą ministra finansów ZSRR, a od 14 sierpnia 1963 do końca życia przewodniczącym Zarządu Banku Państwowego ZSRR. Od 8 kwietnia 1966 do śmierci był członkiem Centralnej Komisji Rewizyjnej KPZR. Deputowany do Rady Najwyższej ZSRR 7 kadencji. Był odznaczony Orderem Lenina i pięcioma Orderami Czerwonego Sztandaru Pracy. Pochowany na Cmentarzu Nowodziewiczym.